# Peleteria clara
Peleteria clara là một loài ruồi trong họ Tachinidae.